# Calopteron reticulatum
Calopteron reticulatum, también conocido como escarabajo de alas reticuladas,es una especie de escarabajo de alas reticuladas de la familia Lycidae. También se les conoce como escarabajo de alas de red con bandas,aunque ese nombre también se usa para Calopteron discrepans, estrechamente relacionado y con bandas similares. Se encuentra distribuidos en América del Norte. Los adultos están activos durante el día y ponen sus huevos en árboles muertos o en descomposición. La especie también pupa en árboles muertos. Las larvas cazan en la hojarasca y se alimentan de otros artrópodos pequeños.

## Ciclo de vida
Calopteron reticulatum pertenece al grupo de insectos con transformación completa (insectos holometábolos), que pasan por metamorfosis durante su desarrollo. Las larvas son radicalmente diferentes de los adultos en cuanto a estilo de vida y estructura corporal. Entre la etapa larvaria y la etapa adulta hay una etapa de pupa, un período de descanso, durante el cual los órganos internos y externos del escarabajo maduran.